# Operación de curvado

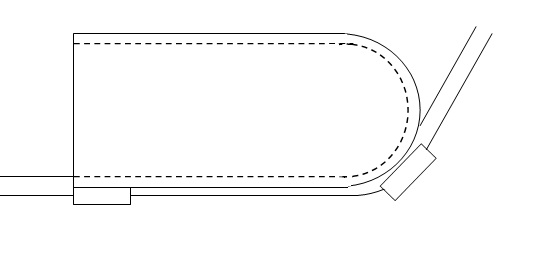
Curvado

La operación de curvado es un proceso de fabricación que busca darle forma a perfiles metálicos. 
El curvado depende del diámetro del caño a doblar, así como el grosor del mismo y el material con el que se ha confeccionado. Por ejemplo, para el caso de los tubos de acero estos son doblados utilizando la maquinaria adecuada. Esta maquinaria debe proveer de una energía suficiente como para poder deformar la pieza, sin generar efectos adversos como tensiones innecesarias. o dobleces excesivos. Para evitar estos dobleces los caños se rellenan con materiales tales como arena, mandriles internos flexibles o con presión interna del fluido.